# 13.ª Calle Suroeste
La 13.ª Calle Suroeste o Decimotercera Calle Suroeste es una calle del cuadrante suroeste de Managua, Nicaragua. Sirve como vía secundaria con orientación este-oeste, facilitando la conexión entre zonas históricas y barrios periféricos del occidente de la ciudad.

## Trazado
La vía se origina en la Avenida Bolívar en el Centro histórico de Managua, y se prolonga hacia el oeste cruzando sectores residenciales como Monseñor Lezcano y Reparto España. Atraviesa importantes arterias como la NIC-2, así como calles intermedias, hasta culminar en Loma Verde en la 42.ª Avenida Suroeste.

## Intersecciones principales
- Avenida Bolívar (Managua) – Inicio en el centro histórico
- NIC 2  – Conexión nacional con León
- 27.ª Avenida Suroeste – Acceso a zonas residenciales
- 38.ª Avenida Suroeste – Tramo occidental de Managua

## Barrios que atraviesa
- Centro histórico
- Monseñor Lezcano
- Reparto España
- Loma Verde

## Coordenadas
12°8′10″N 86°17′30″O / 12.13611, -86.29167